# Unterseeboot 1305
L'Unterseeboot 1305 ou U-1305 est un sous-marin allemand (U-Boot) de type VIIC/41 utilisé par la Kriegsmarine pendant la Seconde Guerre mondiale.
Le sous-marin est commandé le 1er août 1942 à Flensbourg (Flensburger Schiffbau-Gesellschaft), sa quille posée le 30 juillet 1943, il est lancé le 11 juillet 1944 et mis en service le 13 septembre 1944, sous le commandement de l'Oberleutnant zur See Helmut Christiansen.
Il capitule à Loch Eriboll en mai 1945. Transféré à l'URSS en décembre 1945, il est renommé N-25 et reste en service jusqu'en 1955.

## Conception
Unterseeboot type VII, l'U-1305 avait un déplacement de 759 tonnes en surface et 860 tonnes en plongée. Il avait une longueur hors-tout de 67,20 m, un maître-bau de 6,20 m, une hauteur de 9,60 m et un tirant d'eau de 4,74 m. Le sous-marin était propulsé par deux hélices de 1,23 m, deux moteurs diesel Germaniawerft F46 de 6 cylindres en ligne de 1 400 cv à 470 tr/min, produisant un total de 2 060 à 2 350 kW en surface et de deux moteurs électriques Allgemeine Elektricitäts-Gesellschaft GU 460/8-276 de 375 cv à 295 tr/min, produisant un total 550 kW, en plongée. Le sous-marin avait une vitesse en surface de 17,7 nœuds (32,8 km/h) et une vitesse de 7,6 nœuds (14,1 km/h) en plongée. Immergé, il avait un rayon d'action de 80 milles marins (150 km) à 4 nœuds (7,4 km/h; 4,6 milles par heure) et pouvait atteindre une profondeur de 230 m. En surface son rayon d'action était de 8 500 milles nautiques (soit 15 700 km) à 10 nœuds (19 km/h).
L'U-1305 était équipé de cinq tubes lance-torpilles de 53,3 cm (quatre montés à l'avant et un à l'arrière) et embarquait quatorze torpilles. Il était équipé d'un canon de 8,8 cm SK C/35 (220 coups), d'un canon de 20 mm Flak C30 en affût antiaérien et d'un canon 37 mm Flak en version LM 43U, doté d'un bouclier pliant court sur son Wintergarten supérieur. Il pouvait transporter 26 mines TMA ou 39 mines TMB. Son équipage comprenait 4 officiers et 40 à 56 sous-mariniers.

## Flak
Le canon LM 43U est le modèle final du canon de pont utilisé par les sous-marins allemands. Ce modèle est une version amélioré du LM 42U.
Il équipe les sous-marins U-249, U-826, U-977, U-1023, U-1171, U-1305 et U-1306.
Le canon 3,7 cm Flak M42U est la version navale du 3,7 cm Flak 36/37 utilisé par la Kriegsmarine pour les navires de surface et les U-Boote de type VII et de type IX. Ce dispositif se compose de deux canons 2 cm Flak 30/38/Flakvierling, ainsi que d'un bouclier pliant court fixé sur la partie supérieure du Wintergarten.
Le canon M 43U équipait les sous-marins (U-190, U-250, U-278, U-337, U-475, U-853, U-1058, U-1105, U-1109, U-1165 et U-1306).

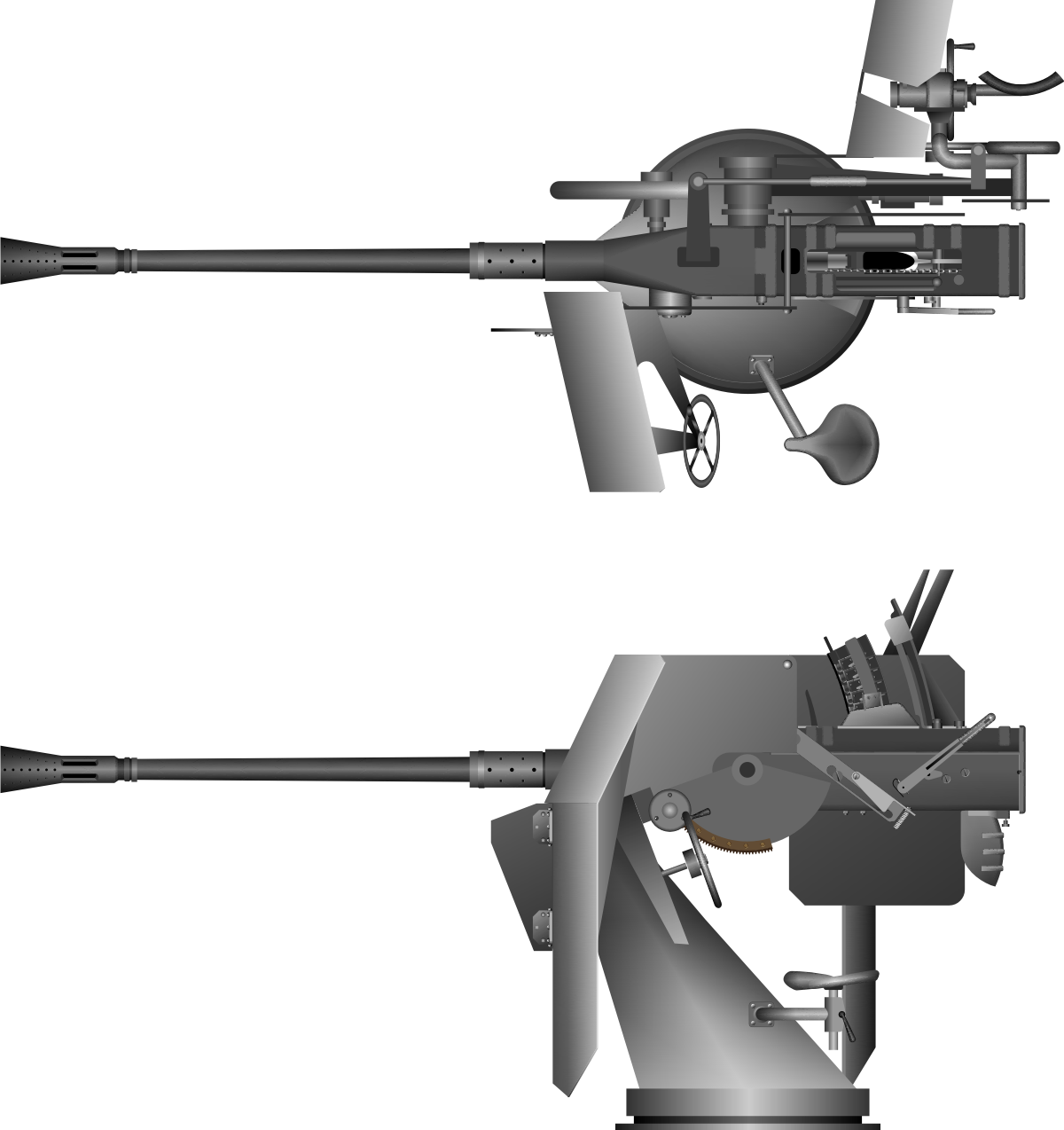
Canon 3,7 cm Flak M42U sur la version LM 43U.
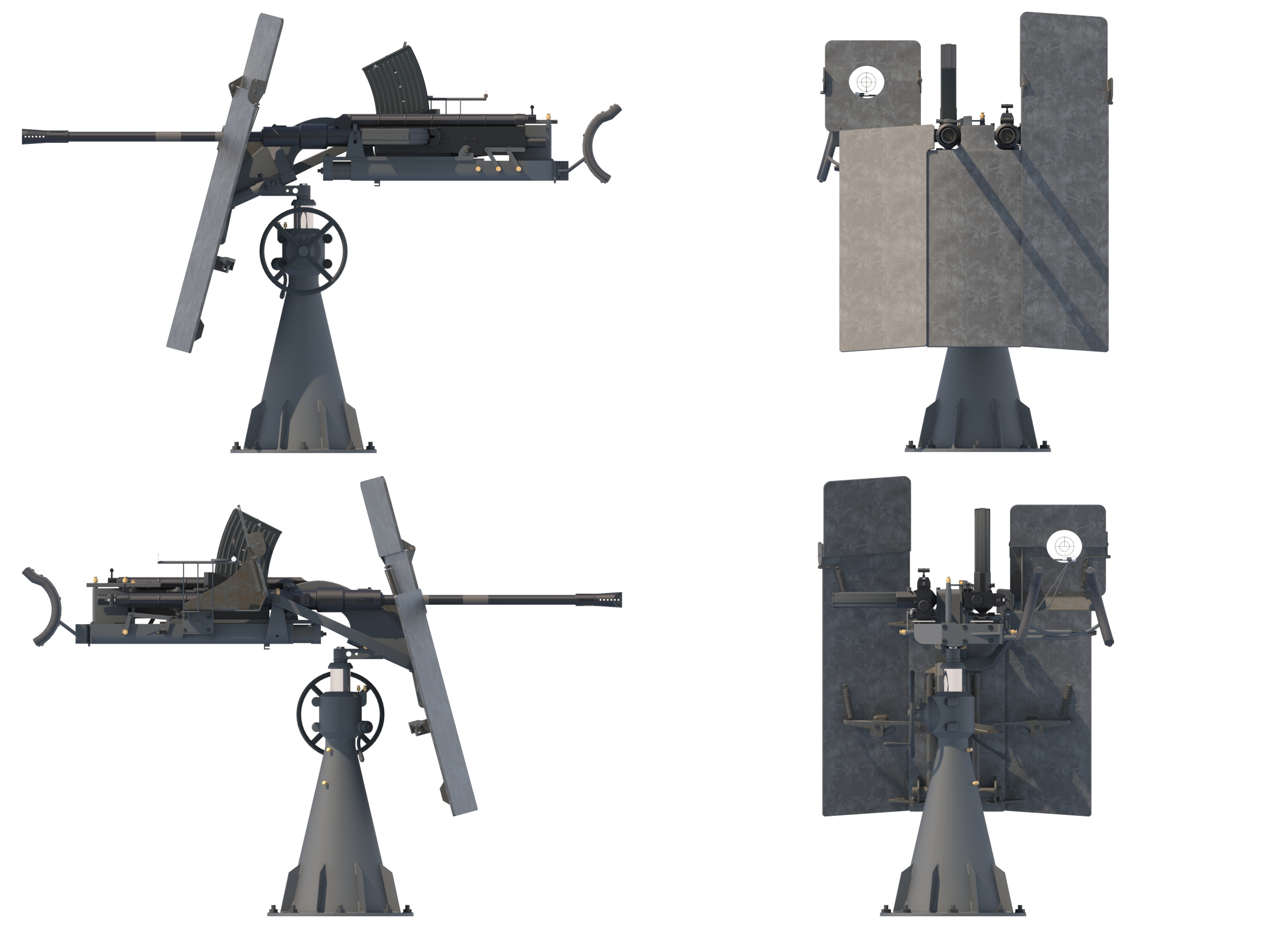
Canon 2 cm Flak C38 sur la version M 43U Zwilling doté d'un bouclier pliant court.

## Historique
Il suit son temps d'entraînement initial à la 4. Unterseebootsflottille à Stettin jusqu'au 15 mars 1945, puis il intègre son unité de combat dans la 33. Unterseebootsflottille basé à Flensburg.
Sa première et unique patrouille est précédée par une courte escale de Kiel à Horten. Le 30 mars 1945, une panne de toilettes l'oblige à rejoindre Stavanger. Sa patrouille commence le 4 avril 1945 au départ de Stavanger pour l'Atlantique Nord. 
Équipé d'un schnorchel, le submersible opère près des côtes britanniques, dans les Hébrides et à l'ouest du canal du Nord.
Le 24 avril 1945 à 14 h 14, l'U-1305 torpille et coule un navire marchand britannique isolé à environ 7 miles au nord-est de l'île de Toraigh. Le commandant, 13 membres d'équipage et deux artilleurs meurent dans cette attaque. Le seul survivant, Derek Cragg, est sauvé par un bateau de pêche irlandais et débarqué dans l'île d'Arranmore le 26 avril.
L'U-1305 se trouve dans sa zone opérationnelle, lorsque la guerre prend fin le 4 mai 1945. Il est l'un des premiers sous-marins allemands à se rendre aux forces alliées à Loch Eriboll en Écosse, le 10 mai 1945.
Le 14 mai 1945, il est convoyé au point de rassemblement de Lisahally pour l'opération alliée Deadlight, de destruction massive de la flotte de U-Boote de la Kriegsmarine.

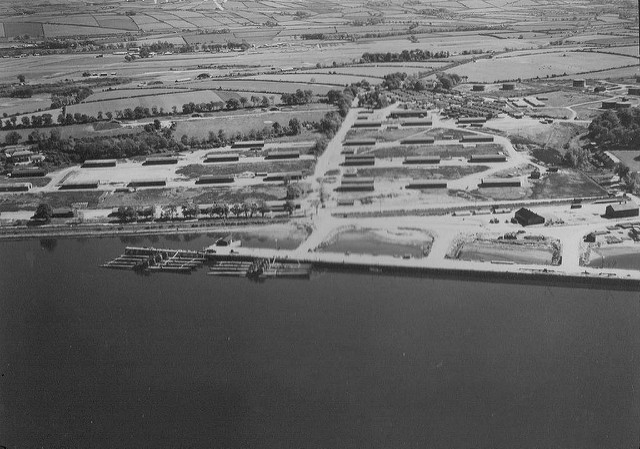
Vue des huit premiers U-Boote convoyés à Lisahally le 24 mai 1945. La photo montre des bâtiments autour de l'ancienne base navale américaine comprenant des hangars, des ateliers et des réservoirs. L'aérodrome de est visible au second plan. Les huit U-Boote sont les U-293, U-802, U-826, U-1009, U-1058, U-1105, U-1109 et U-1305.

Capturé par la Royal Navy, l'U-1305 est rebaptisé N-25 le 7 juin 1945. Il échappe donc à la destruction. La Tripartite Naval Commission (en) l'attribue à l'Union soviétique le 5 novembre 1945 et il est transféré à Libau le 4 décembre 1945, dans le cadre de l'opération Cabal.
Du 15 février 1946 au 24 décembre 1948, l'ex U-1305 opère dans la flotte du Nord de la Baltique.
Renommé S-84 le 9 juin 1949, il sert dans la Marine soviétique jusqu'au 30 décembre 1955, date à laquelle il est désarmé et mis en réserve. Le sous-marin S-84 sert ensuite de coque d’essais et d’expérimentation dans la flotte du Nord.
Il est coulé lors d'un essai nucléaire soviétique (en) le 10 octobre 1957 en mer de Barents, au large de Nouvelle-Zemble, à la position géographique approximative 70° 42′ 11″ N, 54° 36′ 00″ E.
Le submersible est rayé des listes soviétique le 3 janvier 1958.

## Affectations
- 4. Unterseebootsflottille du 13 septembre 1944 au 15 mars 1945 (Période de formation).
- 33. Unterseebootsflottille du 16 mars 1945 au 8 mai 1945 (Unité combattante).

## Commandement sous le Troisième Reich
- Oberleutnant zur See Helmut Christiansen du 13 septembre 1944 au 10 mai 1945.

## Patrouilles
|       | Commandant                 | Départ       | Départ    | Arrivée      | Arrivée                   | Jours    | Succès |
| ----- | -------------------------- | ------------ | --------- | ------------ | ------------------------- | -------- | ------ |
|       | Oblt. Helmuth Christiansen | 17 mars 1945 | Kiel      | 25 mars 1945 | Horten                    | 9 jours  |        |
|       | Oblt. Helmuth Christiansen | 29 mars 1945 | Horten    | 2 avril 1945 | Stavanger                 | 5 jours  |        |
| 1     | Oblt. Helmuth Christiansen | 4 avril 1945 | Stavanger | 10 mai 1945  | Loch Eriboll, Royaume-Uni | 37 jours | 878    |
| Total | Total                      | Total        | Total     | Total        | Total                     | 51 jours | 878 t  |

Note : Oblt. = Oberleutnant zur See

## Navires coulés
L'U-1305 a coulé un navire marchand de 878 tonneaux au cours de l'unique patrouille (51 jours total en mer) qu'il effectua.
| Date          | Nom            | Nationalité | Tonnage | Convoi | Fait  | Localisation        |
| ------------- | -------------- | ----------- | ------- | ------ | ----- | ------------------- |
| 24 avril 1945 | Monmouth Coast | Royaume-Uni | 878     | -      | Coulé | 55° 21′ N, 8° 05′ O |